# Индийская шиповатая черепаха
Индийская шиповатая черепаха (лат. Cuora mouhotii) — вид пресноводных черепах. Имеет 2 подвида.
Общая длина панциря достигает 17,5—20,2 см. Голова небольшая, обычно сжатая с боков. Панцирь выпуклый. Карапакс зубчатый по краям, спереди зубцы сглажены, но также отчетливо прослеживаются. Хорошо видны 3 киля, состоящие из шиповатых пластин. На пластроне имеется крюк, который позволяет черепахе плотно закрывать панцирь. Молодые черепахи по форме плоские, взрослые особи имеют объемный панцирь.
Окраска карапакса колеблется от светло-коричневого до красноватого цвета. Пластрон светло-коричневый или коричневый с тёмно-коричневым пятном на каждой пластине.
Любит горную местность, леса, усадьбы. Нечасто греется на солнце. Питается фруктами растениями, червями, улитками, мышатами.
Самка откладывает от 6 до 9 яиц. Инкубационный период длится от 97 до 108 суток.
Обитает на о. Хайнань (Китай), во Вьетнаме, Таиланде, Мьянме, восточной Индии.

## Подвиды
- Cuora mouhotii mouhotii
- Cuora mouhotii obsti